# Mistrzostwa Świata w Gimnastyce Sportowej 1930
9. Mistrzostwa świata w gimnastyce sportowej, które odbyły się w luksemburskim mieście Luksemburg w 1930 roku.

## Tabela medalowa
| Poz. | Państwo        | Złota | Srebra | Brązy | Łącznie |
| ---- | -------------- | ----- | ------ | ----- | ------- |
| 1    | Jugosławia     | 4     | 1      | 2     | 7       |
| 2    | Czechosłowacja | 2     | 3      | 4     | 9       |
| 3    | Węgry          | 1     | 1      | 0     | 2       |
| 4    | Francja        | 0     | 2      | 1     | 3       |

## Wielobój indywidualnie
| Medal | Państwo        | Zawodnik        |
| ----- | -------------- | --------------- |
|       | Jugosławia     | Josip Primozic  |
|       | Czechosłowacja | Jan Gajdos      |
|       | Czechosłowacja | Emanuel Löffler |

## Ćwiczenia wolne
| Medal | Państwo        | Zawodnik        |
| ----- | -------------- | --------------- |
|       | Jugosławia     | Josip Primozic  |
|       | Czechosłowacja | Emanuel Löffler |
|       | Francja        | Alfred Krauss   |

## Ćwiczenia na koniu z łękami
| Medal | Państwo        | Zawodnik       |
| ----- | -------------- | -------------- |
|       | Jugosławia     | Josip Primozic |
|       | Jugosławia     | Petar Sumi     |
|       | Czechosłowacja | Jan Gajdos     |

## Ćwiczenia na kółkach
| Medal | Państwo        | Zawodnik        |
| ----- | -------------- | --------------- |
|       | Czechosłowacja | Emanuel Löffler |
|       | Czechosłowacja | Bedřich Šupčík  |
|       | Czechosłowacja | Jan Gajdos      |

## Ćwiczenia na poręczach
| Medal | Państwo        | Zawodnik       |
| ----- | -------------- | -------------- |
|       | Jugosławia     | Josip Primozic |
|       | Francja        | Alfred Krauss  |
|       | Czechosłowacja | Ladislav Vácha |

## Ćwiczenia na drążku
| Medal | Państwo    | Zawodnik     |
| ----- | ---------- | ------------ |
|       | Węgry      | István Pelle |
|       | Węgry      | Miklos Peter |
|       | Jugosławia | Leon Stukelj |

## Zawody drużynowe
| Medal | Państwo        |
| ----- | -------------- |
|       | Czechosłowacja |
|       | Francja        |
|       | Jugosławia     |